# Lussan-Adeilhac
Lussan-Adeilhac település Franciaországban, Haute-Garonne megyében. Lakosainak száma 238 fő (2022. január 1.). Lussan-Adeilhac Polastron, Benque, Castelnau-Picampeau, Casties-Labrande, Fabas, Francon, Fustignac, Montégut-Bourjac, Peyrissas és Samouillan községekkel határos.

## Népesség
A település népességének változása:
| Lakosok száma | 228  | 192  | 185  | 192  | 230  | 225  | 227  | 229  | 232  | 238  |
|               | 1968 | 1982 | 1990 | 2006 | 2013 | 2015 | 2017 | 2019 | 2020 | 2022 |